# قلاء
القُلَاء هو اختلال التوازن بين الحمض والقـِلي في الجسم، أي نقصان تركيز الهيدروجين الأيون في بلازما الدم الشريانية المسمّاة القلومية
 (بالإنج. Alkalemia)، وعندما يتجاوز pH الدم.7.45، كما يترافق مع انخفاض الحموضة في البلازما والسوائل النسيجية ما عدا السوائل الجارية في العروق.
القلاء إمـّا قلاء استقلابي أو قلاء تنفسي:
- فالقلاء التنفسي مثلا ينتج عن فرط التهوية (بالإنج. Hyperventilation ) لفقود CO2.
- أمـّا الاستقلابي فيسببه مثلا الاستفراغ المطوّل نتيجة فقدان HCl.

## وصلات خارجية
- القلاء الاستقلابي علىٰ eMedicine (بالإنجليزية)